# Partido de los Verdes de Timor
Partido de los Verdes de Timor (en portugués: Partido os Verdes de Timor) o simplemente Los Verdes (Os Verdes) o PVT es un partido político ecologista de Timor Oriental. Fue fundado en 2021 y obtuvo su registro electoral en 2022. No cuenta con representación parlamentaria.

## Historia
El PVT se fundó en 2021. Tiene sus más firmes partidarios entre los miembros de los grupos de artes rituales 7-7, cuyos símbolos se pueden encontrar en muchas partes de la capital de Timor Oriental, Dili. Fracasó dos veces en su intento de registrarse oficialmente ante la Corte Suprema de Justicia. La primera vez, en enero de 2021, no se cumplieron los criterios para identificar a los firmantes. En el segundo intento hubo irregularidades con los registros de cuatro municipios. El 21 de abril de 2022, el tribunal finalmente concedió la aprobación provisional, que se publicó oficialmente el 26 de abril. El 5 de abril, el Ministerio de Justicia de Timor Oriental ya había confirmado la recepción de las 20.000 firmas necesarias.
El 30 de enero de 2022, el partido otorgó a su líder António Lela Hunu Cruz el poder de decidir un candidato para las elecciones presidenciales de Timor Oriental de 2022. Sin embargo, el 4 de febrero venció el plazo para notificar oficialmente al tribunal y el PVT no presentó candidato. Los Verdes apoyaron la reelección del presidente Francisco Guterres, del izquierdista Fretilin, y participaron activamente en su campaña. El vencedor de los comicios fue José Ramos-Horta.
En las elecciones parlamentarias de 2023, los Verdes compitieron por primera vez. Lograron algo más de 25 mil votos, correspondientes a un 3,63% de los sufragios válidos, lo que los dejó por debajo del umbral del 4% para obtener escaños en el Parlamento Nacional. No obstante, fueron el partido más grande entre los que no lograron escaños.

## Ideología
El PVT afirma que quiere construir una "sociedad resiliente, inclusiva y sostenible". Quiere representar a los jóvenes desempleados, las tradiciones, los discapacitados y la protección del medio ambiente. Basándose en el 7-7, el presidente Hunu Cruz llama "las artes rituales, culturales, espirituales y patrimoniales parte de Timor Oriental" y pertenecientes al "principio del 7-7" y al partido.

## Resultados electorales
| Año  | Líder                  | Votos  | %               | Escaños | Resultado          |
| ---- | ---------------------- | ------ | --------------- | ------- | ------------------ |
| 2023 | António Lela Hunu Cruz | 25.106 | \| \| 3.63 % \| | 0/65    | Extraparlamentario |
|      | 3.63 %                 |        |                 |         |                    |